# Dalešice (Jablonec nad Nisou-i járás)
Dalešice település Csehországban, Jablonec nad Nisou-i járásban. Dalešice Malá Skála, Skuhrov, Maršovice, Jablonec nad Nisou és Pulečný településekkel határos. Lakosainak száma 222 fő (2024. január 1.).

## Népesség
A település lakosságának változását az alábbi diagram mutatja:
| Lakosok száma | 324  | 326  | 327  | 211  | 146  | 114  | 194  | 192  | 205  | 222  |
|               | 1869 | 1890 | 1921 | 1950 | 1980 | 2001 | 2017 | 2019 | 2022 | 2024 |